# GA文庫
GA文庫是SB Creative的輕小說文庫系列，于2006年1月創刊。GA文庫官方網站並未說明文库名称中的「GA」是什麼的縮寫，但從廣告詞「超世代Adventure」及作品募集中的文案来看，「GA」应為「冒险世代」（英語：Generation Adventure）的縮寫。不明文库名称中的「GA」与SB Creative的情報站《GA Graphic》中的「GA」意義是否相同。
GA文库出版了相當多原創作品。直至2007年《魔塔大陸》出版，GA文库的主力作品中，只有《神曲奏界》系列是改編作品。此外，它也曾再版其他出版社的作品。2008年2月，GA文库成立新人獎「GA文库大奖」及「GA文库主题大奖」。

## 作品一覽

### 尖端出版
- 下課後防衛隊－戰爭世代（柿沼秀樹／放電映像）
- 高校女僕警察（澤上水也／西脇ゆぅり）
- 神曲奏界
  - 神曲奏界 紅（榊一郎／神奈月昇）
  - 神曲奏界 黑（大迫純一／BUNBUN）
  - 神曲奏界 藍（築地俊彥／兎塚エイジ）
  - 神曲奏界 白（高殿円／きなこひろ）
- 菩提樹莊的闇狩姬─Nachtjager（涼元悠一／一美）
- 汪汪地獄犬（蕪木統文／狐印）
- 女僕刑事（早見裕司／はいむらきよたか）
- 聲音×魔法（白瀨修／ヤス）
- 隔鄰的魔法師（篠崎砂美／尾谷おさむ）
- 惡魔召喚使（中里融司／浦積理野）
- 伊佐與雪（友谷蒼／三日月かける）
- EX!（織田兄第／うき）
- 同居五重奏！（越後屋鐵舟／せんむ）
- 淑女騎士團（千田誠行／しらゆき昭士郎）
- 快樂的輕小說寫作方式（本田透／桐野霞）
- 閒狼作家是美少女妖怪?（杉井光／赤人）
- 我的紫苑（本田透／百瀨壽）
- 襲來！美少女邪神（逢空萬太／狐印）
- 妹妹x殺手x宅配便（九邊健二／鶴崎貴大）
- 深山家的蓓兒汀（逢空萬太／七）
- 我女友與青梅竹馬的慘烈修羅場（裕時悠示／LLO）
- 農林（白鳥士郎／切符）
- 舞星灑落的雷涅席庫爾（裕時悠示／たかやKi）
- 你的侍奉只有這種程度嗎?（森田季節／尾崎弘宜）
- BOY‧MEETS‧HEART !（鳥羽徹／H2SO4）
- 雙胞胎與青梅竹馬的四人命案（森田陽一／saitom）
- 也許是現在進行式的黑歷史（あわむら赤光／refeia）
- 落第騎士英雄譚（海空陸／をん（日语：をん））
- 日常生活中的異能戰鬥（望公太／029）
- 那麼，來攻略異世界吧（おかざき登／Peco）
- HUNDRED百武裝戰記（箕崎准／大熊貓介（日语：大熊猫介））
- 超人高中生們即便在異世界也能從容生存！（海空陸／SACRANECO）
- 家裡蹲吸血姬的鬱悶（小林湖底／）

### 傑克魔豆
- 歡迎光臨！廢墟飯店（松殿理央／がんぽん）

### 青文出版社
- 額頭輕觸（野島けんじ／しゅがーピコラ）
- 月見月理解的偵探殺人（明月千里／mebae）
- 織田信奈的野望（春日みかげ／みやま零）
- 在地下城尋求邂逅是否搞錯了什麼（大森藤野／安田典生）
- 在地下城尋求邂逅是否搞錯了什麼 外傳 劍姬神聖譚（大森藤野／灰村清孝）
- 處刑少女的生存之道（佐藤真登／ニリツ）

### 東立出版社
- Let's Party! 來組隊吧！（／）
- 龍王的工作！（白鳥士郎／）
- 比方說，這是個出身魔王關附近的少年在新手村生活的故事（／）
- 朋友的妹妹只纏着我（／）
- 關於我在無意間被隔壁的天使變成廢柴這件事（佐伯さん）
- 我和女友的妹妹接吻了。（海空陆／）

### 测绘出版社
- 潜行吧！奈亚子（逢空万太／狐印）

### 安徽少年儿童出版社
- 织田信奈的野望（春日御影／美山零）

### 新星出版社
- 断罪的EXCEED（海空陆／纯珪一）

### 小多文化
- 我女友和青梅竹马的各种修罗场（裕时悠示／LLO）
- 舞星散落的雷涅西库尔（裕时悠示／TakayaKi）

## 動畫化作品
| 作品名稱                                          | 播放時間             | 動畫製作公司        | 備註                  |
| ------------------------------------------------- | -------------------- | ------------------- | --------------------- |
| 神曲奏界                                          | 2007年（1期）        | 銀画屋              | 原作為遊戲            |
| 神曲奏界                                          | 2009年（2期）        | diomedéa            | 原作為遊戲            |
|                                                   | 2012年（1期）        | XEBEC               | 有OVA                 |
| 2013年（2期）                                     |                      | XEBEC               | 有OVA                 |
| 織田信奈的野望                                    | 2012年               | Studio五組 MADHOUSE |                       |
| 我女友與青梅竹馬的慘烈修羅場                      | 2013年               | A-1 Pictures        |                       |
| 農林                                              | 2014年               | SILVER LINK.        |                       |
| 日常生活中的異能戰鬥                              | 2014年               | TRIGGER             |                       |
| 聖劍使的禁咒詠唱                                  | 2015年               | diomedéa            |                       |
| 在地下城尋求邂逅是否搞錯了什麼                    | 2015年（1期）        | J.C.STAFF           | 有衍生作品、電影、OVA |
| 在地下城尋求邂逅是否搞錯了什麼                    | 2019年（2期）        | J.C.STAFF           | 有衍生作品、電影、OVA |
| 在地下城尋求邂逅是否搞錯了什麼                    | 2020年（3期）        | J.C.STAFF           | 有衍生作品、電影、OVA |
| 在地下城尋求邂逅是否搞錯了什麼                    | 2022年-2023年（4期） | J.C.STAFF           | 有衍生作品、電影、OVA |
| 在地下城尋求邂逅是否搞錯了什麼                    | 2024年（5期）        | J.C.STAFF           | 有衍生作品、電影、OVA |
| 落第騎士英雄譚                                    | 2015年               | SILVER LINK. Nexus  |                       |
| 最弱無敗神裝機龍                                  | 2016年               | Lerche              |                       |
| HUNDRED百武裝戰記                                 | 2016年               | Production IMS      |                       |
| 在地下城尋求邂逅是否搞錯了什麼 外傳《劍姬神聖譚》 | 2017年               | J.C.STAFF           | 衍生作品              |
| 龍王的工作！                                      | 2018年               | project No.9        |                       |
| 哥布林殺手                                        | 2018年（1期）        | WHITE FOX           | 有OVA                 |
| 哥布林殺手                                        | 2023年（2期）        | LIDENFILMS          | 有OVA                 |
| 超人高中生們即便在異世界也能從容生存！            | 2019年               | project No.9        |                       |
|                                                   | 2021年               | LIDENFILMS          |                       |
| 處刑少女的生存之道                                | 2022年               | J.C.STAFF           |                       |
| 天才王子的赤字國家重生術                          | 2022年               | 橫濱動畫研究所      |                       |
| 關於我在無意間被隔壁的天使變成廢柴這件事          | 2023年（1期）        | project No.9        |                       |
| 關於我在無意間被隔壁的天使變成廢柴這件事          | 2026年（2期）        | project No.9        |                       |
| 家里蹲吸血姬的鬱悶                                | 2023年               | project No.9        |                       |
| 朋友的妹妹只纏著我                                | 2025年               | BLADE               |                       |

## 外部連結
- GA文庫（页面存档备份，存于）